# 푸닌현 (꽝남성)
푸닌현(베트남어: Huyện Phú Ninh / 縣富寧)은 베트남 남중부 지방 꽝남성의 현이다.

## 행정 구역
푸닌현은 1시진, 10사를 관할하고 있다.

### 시진
- 푸틴 시진 (Thị trấn Phú Thịnh, 富盛市鎭)

### 사
- 땀안 사 (Xã Tam An, 三安社)
- 땀다이 사 (Xã Tam Đại, 三大社)
- 땀전 사 (Xã Tam Dân, 三民社)
- 땀딴 사 (Xã Tam Đàn, 三檀社)
- 땀라인 사 (Xã Tam Lãnh, 三嶺社)
- 땀록 사 (Xã Tam Lộc, 三祿社)
- 땀프억 사 (Xã Tam Phước, 三福社)
- 땀타이 사 (Xã Tam Thái, 三泰社)
- 땀타인 사 (Xã Tam Thành, 三城社)
- 땀빈 사 (Xã Tam Vinh, 三榮社)